# Beratzhausen
Beratzhausen este o comună-târg din districtul Regensburg, regiunea administrativă Palatinatul Superior, landul Bavaria, Germania. Populația comunei numără 5.673 de locuitori. 

## Așezare
Beratzhausen este așezat la 30 de kilometri nord-vest de Regensburg și la 60 kilometri sud-est de Nürnberg. Localitatea este udată de un afluent al Dunării, Schwarze Laber.

## Istoric
La Beratzhausen s-au găsit urme de locuire din epoca bronzului. Din anul 866, avem primele menționări documentare despre localitate, într-un act privitor la un schimb făcut între „nobilis fidelis regis” Adalpertus și episcopul de Regensburg. 
Primăria localității Beratzhausen a fost construită în 1574.
În timpul Războiului de 30 de Ani, Beratzhausen a fost jefuit și incendiat. 
În anul 1845, a ars sanctuarul Biserica de Pelerinaj Sfânta Maria cea Grabnic Ajutătoare, care fusese construit în 1735. Curând după incendiu, a fost reconstruit. În 1870, s-a construit calea ferată dintre Nürnberg și Regensburg; ca urmare, Beratzhausen posedă stație de cale ferată, începând cu 1874.
Din anul 1901, Beratzhausen devine localitate electrificată.

## Culte
Beratzhausen este o comunitate rurală, situată în inima Bavariei, cu o comunitate romano-catolică puternică, cu unsprezece biserici și un mare număr de mici capele, precum și o comunitate mult mai mică protestantă, cu o biserică.
Ca loc de pelerinaj este cunoscută Wallfahrtskirche Maria-Hilf, cu poteca în scări, cu cele 14 stațiuni ale Căii Crucii.

## Obiective de interes cultural-turistic și religios

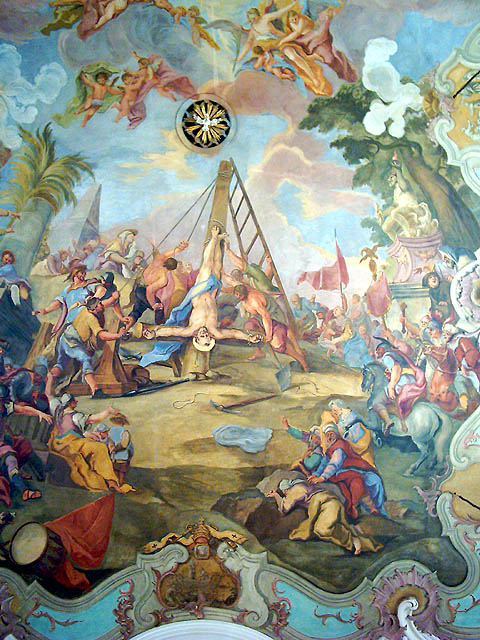
Frescă, pe bolta Pfarrkirche St. Peter und Paul in Beratzhausen: Răstignirea Sfântului Apostol Petru

- Un parc cu lucrări de sculptură realizate de artiști români, în anii 1990, se află în preajma (lunca) râului Schwarze Laber.
- Wallfahrtskirche Maria-Hilf[4], construită în stil rococo, domină localitatea. La biserică se poate ajunge fie pe o șosea, în serpentine, fie pe o potecă, cu scări (trepte). La urcare, pe potecă, pe partea stângă se află marcate, cu inscripții și imagini, cele 14 Stațiuni ale Căii Crucii, procesiune catolică din Vinerea Mare. Primul pelerinaj la sanctuar a avut loc în 1710. Din cauza problemelor de spațiu, biserica a fost reconstruită în anii 1734-1742. După incendiul din 1845, sanctuarul a fost reconstruit. Pe o placă de piatră așezată pe zidul Bisericii de Pelerinaj Sfânta Maria cea Grabnic Ajutătoare, sunt enumerați sculptorii români autori ai lucrărilor din parc.
- Pfarrkirche St. Peter und Paul in Beratzhausen[5] se află în centrul localității, în Kirchplaz[6]. Este o biserică romano-catolică construită în stilul baroc târziu. Este dotată cu un magnific mobilier rococo. Fresce minunate împodobesc interiorul bisericii.
- Capela Sf. Mihail, din cimitir,[7] a fost construită în stil gotic, la sfârșitul secolului al XIV-lea, de Stauffer de Ehrenfels.
- Primăria din Beratzhausen este o construcție în stil baroc, din 1573, restaurată în 1791.
- Zehenstadel (1599) adăpostește astăzi muzeul localității.
- Statuia lui Paracelsus este așezată în centrul localității.
- Capela Sfântul Sebastian datează din anul 1496.
- Placa memorială dedicată Monseniorului Georg Weig (1883-1941), în Kirchplaz[6], misionar în China.

## Personalități legate de Beratzhausen
- Paracelsus a petrecut ceva timp în Beratzhausen și a scris aici, în 1530, două din operele sale majore.
- Georg Weig, misionar catolic în China, Societas Verbi Divini, episcop in partibus, vicar apostolic de Qingdao (China), fondator al catedralei Sf. Arhanghel Mihail din Qingdao (1932-1934).

## Localități înfrățite
- Ceyrat[8], Puy-de-Dôme, Auvergne, Franța, din 1975.
- Deutschneudorf, Erzgebirge, din 1992.

## Galerie de imagini

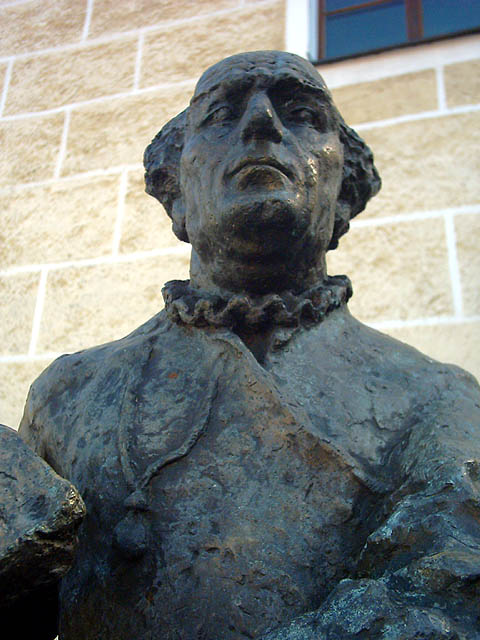
Monumentul lui Paracelsus din Beratzhausen
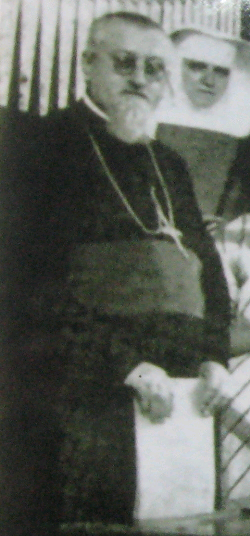
Fotografia Monseniorului Weig, prin anul 1935.
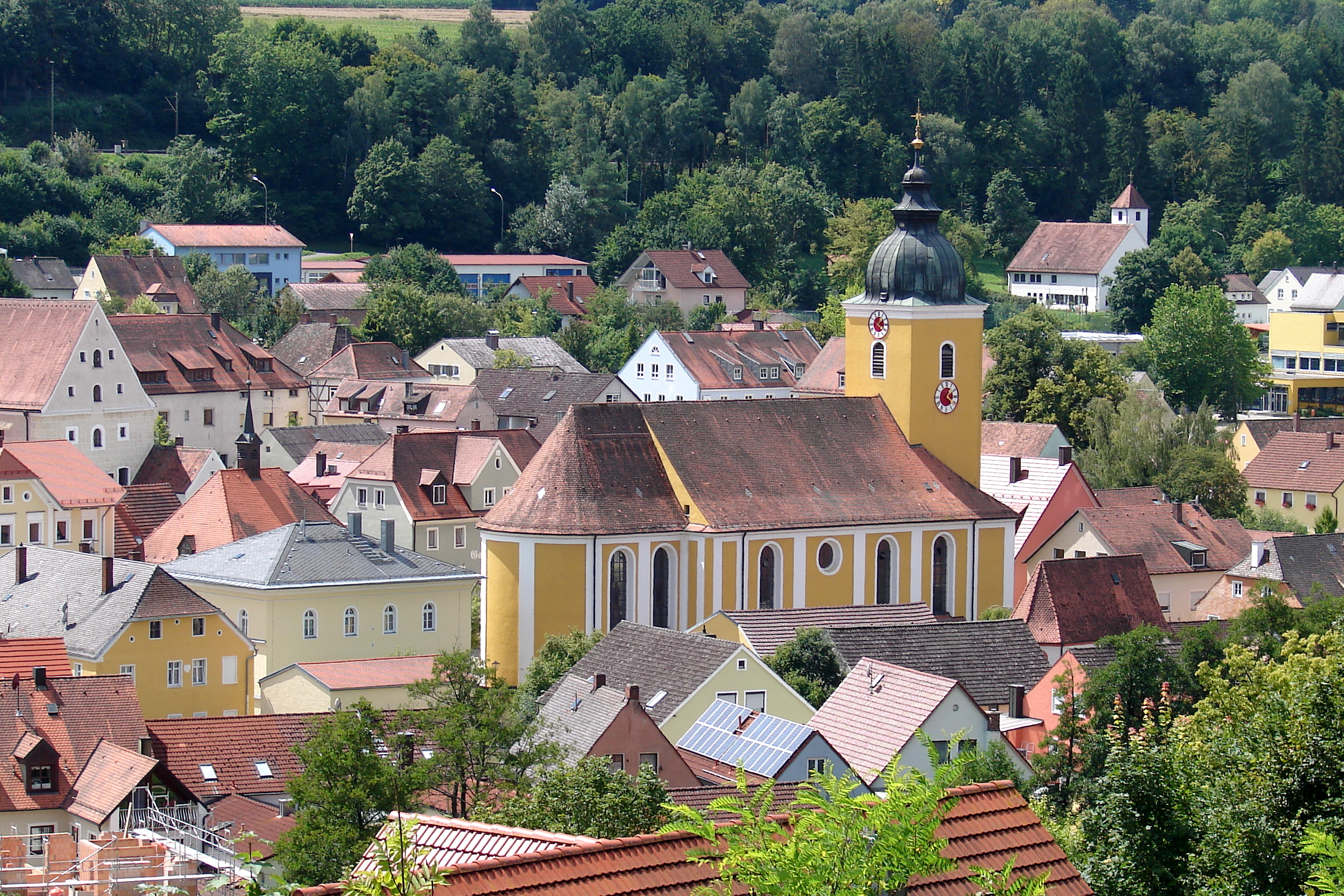
Vedere asupra localității Beratzhausen
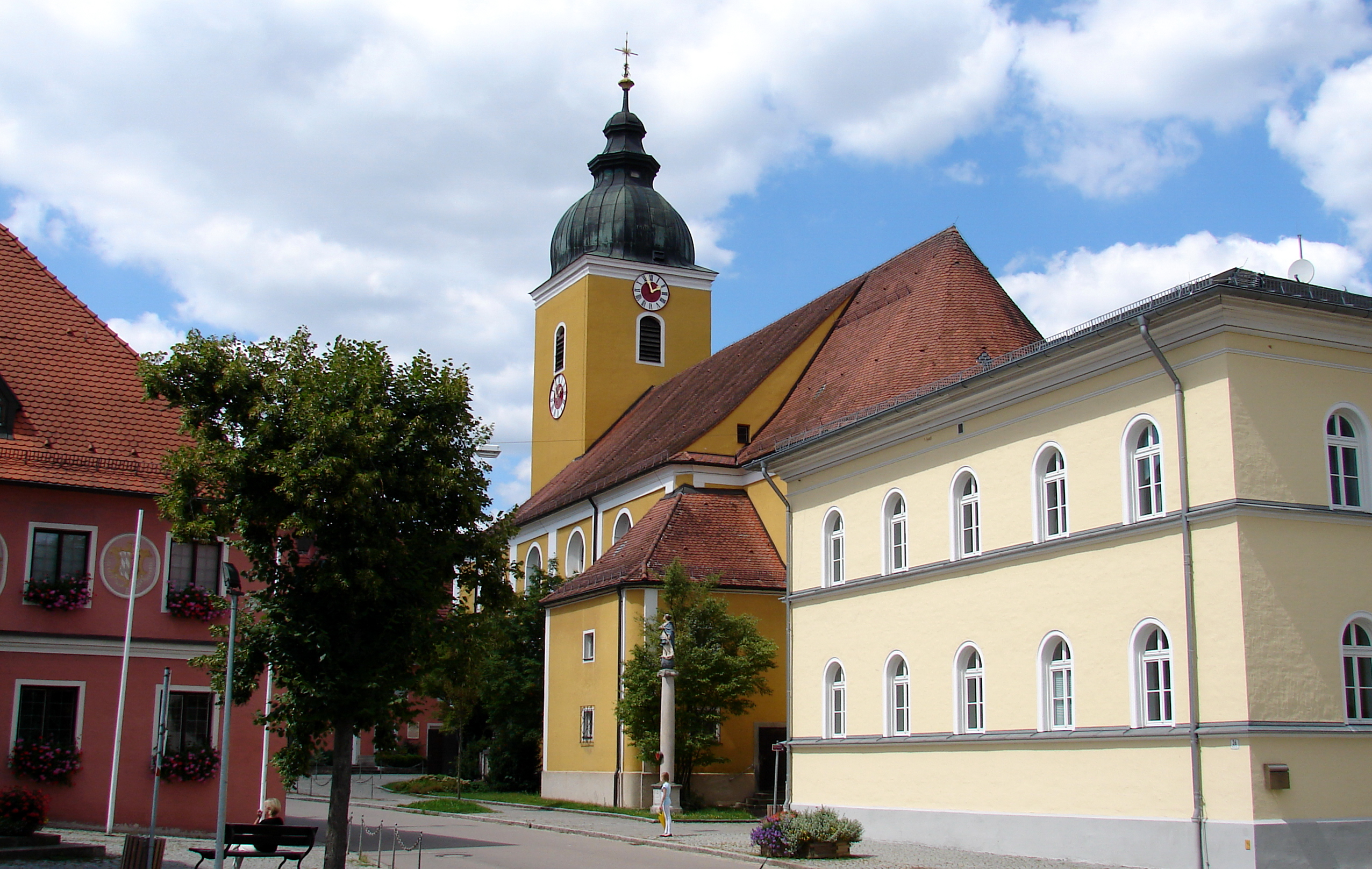
Biserica parohială St. Peter und Paul
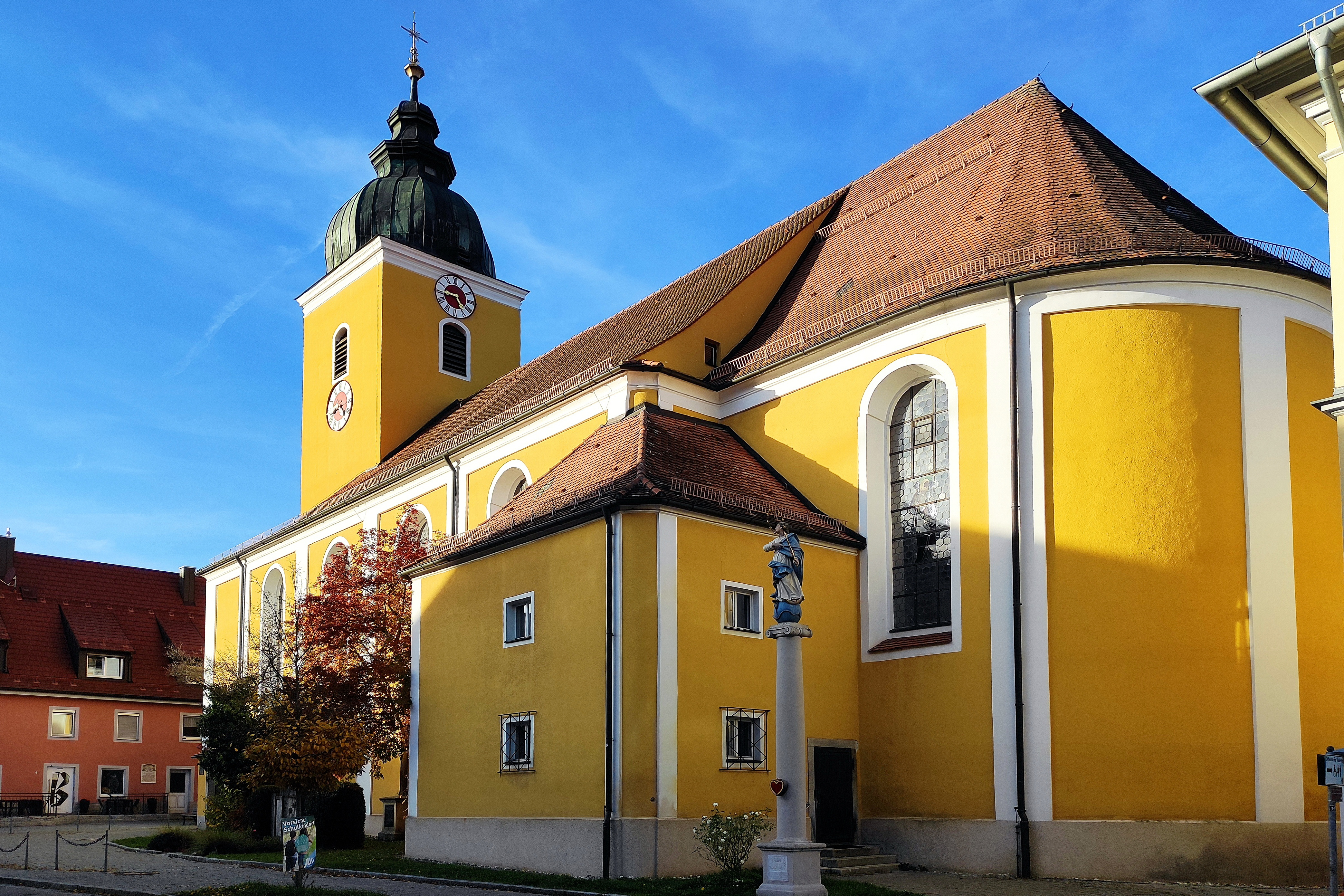
Biserica parohială St. Peter und Paul
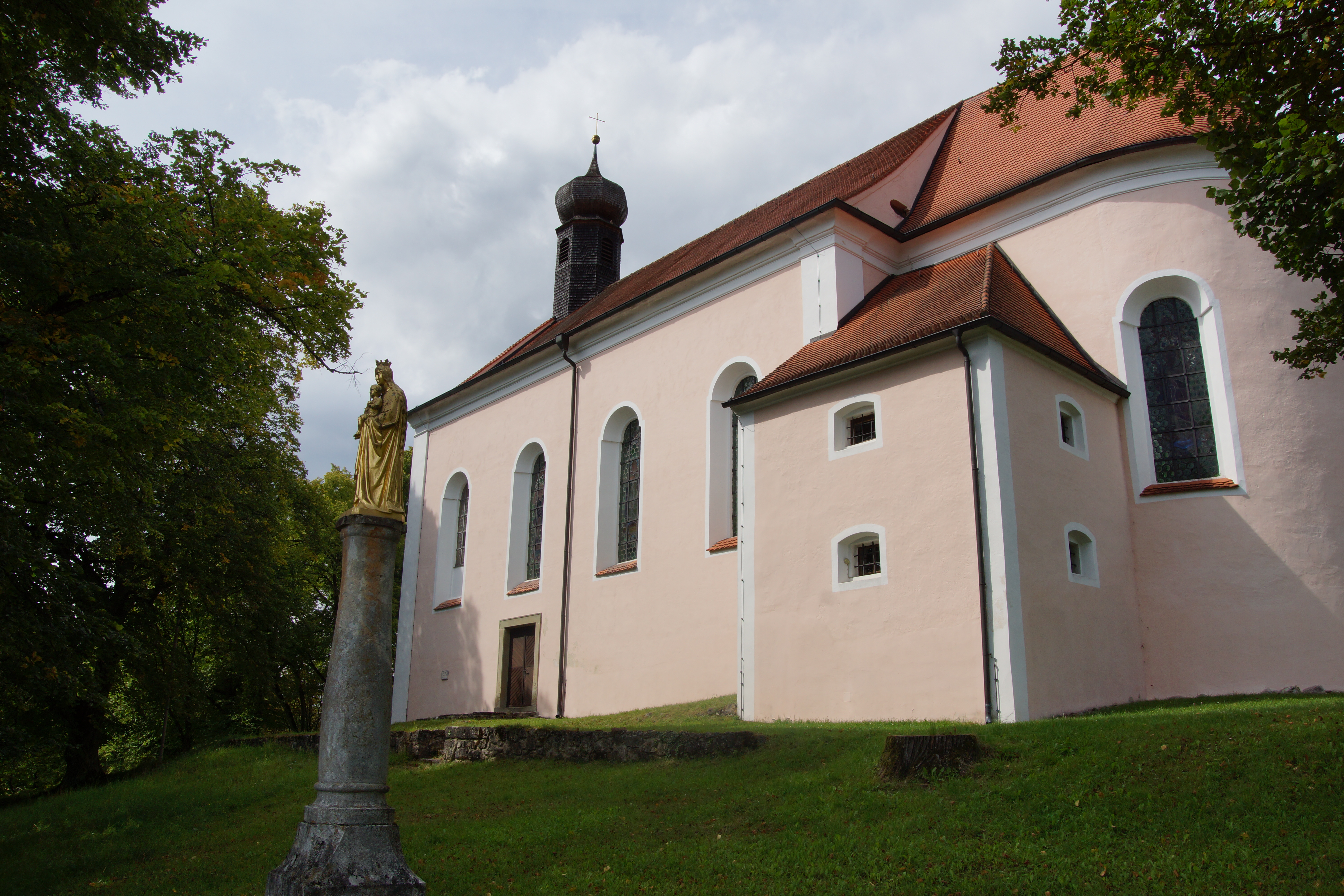
Biserica de Pelerinaj Sfânta Maria cea Grabnic Ajutătoare, din Beratzhausen (în germană: Wallfahrtskirche Maria-Hilf)
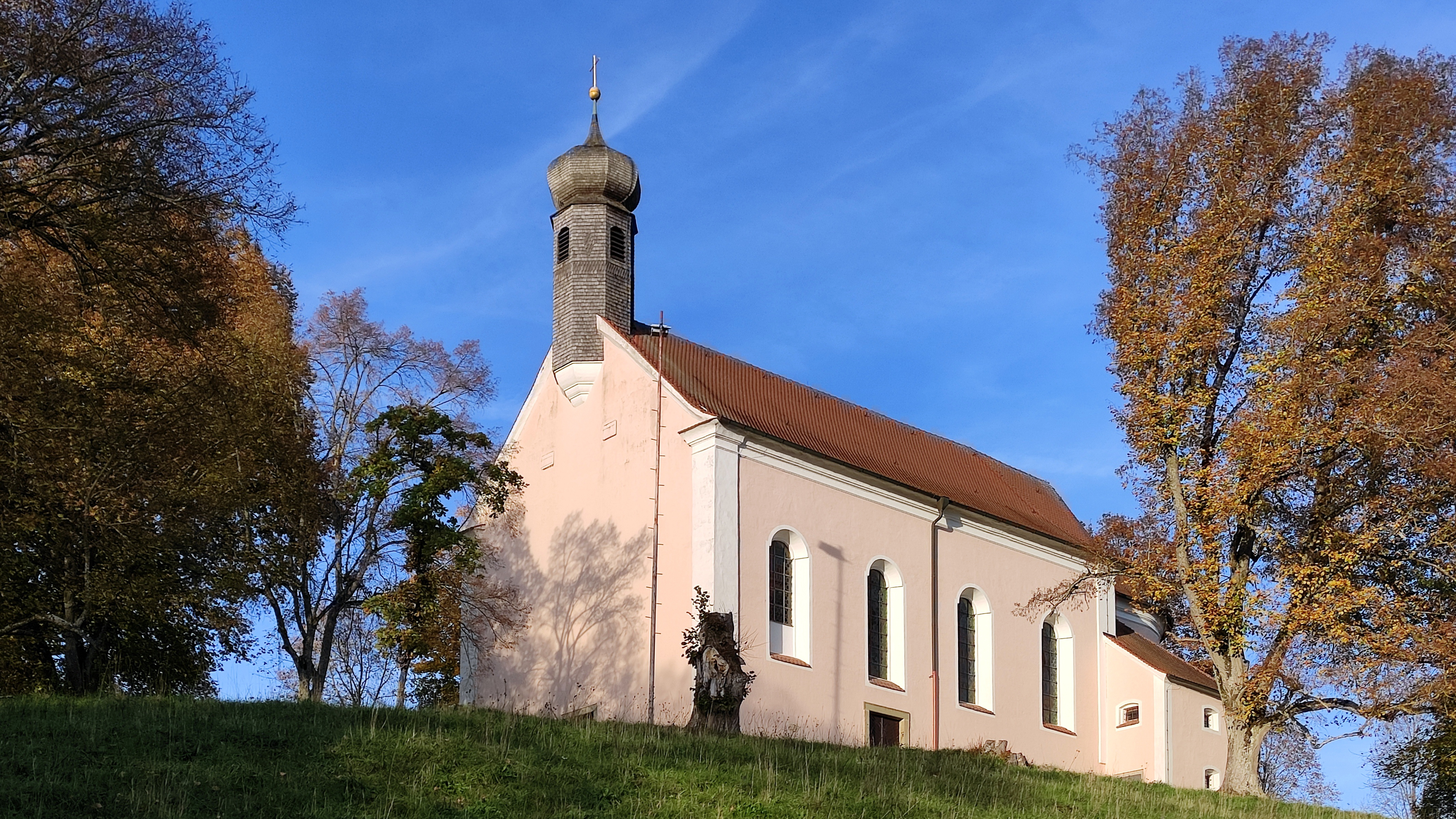
Biserica de Pelerinaj Sfânta Maria cea Grabnic Ajutătoare, din Beratzhausen